# Duomo di Meißen
Il duomo di Meißen (in tedesco: Meißner Dom) è una delle cattedrali di stile gotico-germanico più puro ed è una delle chiese sassoni più riccamente arredate e decorate. Fa parte, con il castello di Albrechtsburg, dell'insieme più caratteristico della città vecchia di Meißen, in Germania.
È dedicata ai santi Giovanni apostolo ed evangelista e Donato d'Arezzo. Donato d'Arezzo era patrono dell'antica diocesi di Meißen ed oggi è uno dei patroni della diocesi di Dresda-Meißen.
Dal 1581 è la Arcichiesa (chiesa principale) della Chiesa regionale di Sassonia ed è sede oggi del vescovo regionale (che ha sostituito nel 1922 la precedente figura di Ober-Hofprediger al vertice della stessa Chiesa).

## Funzione

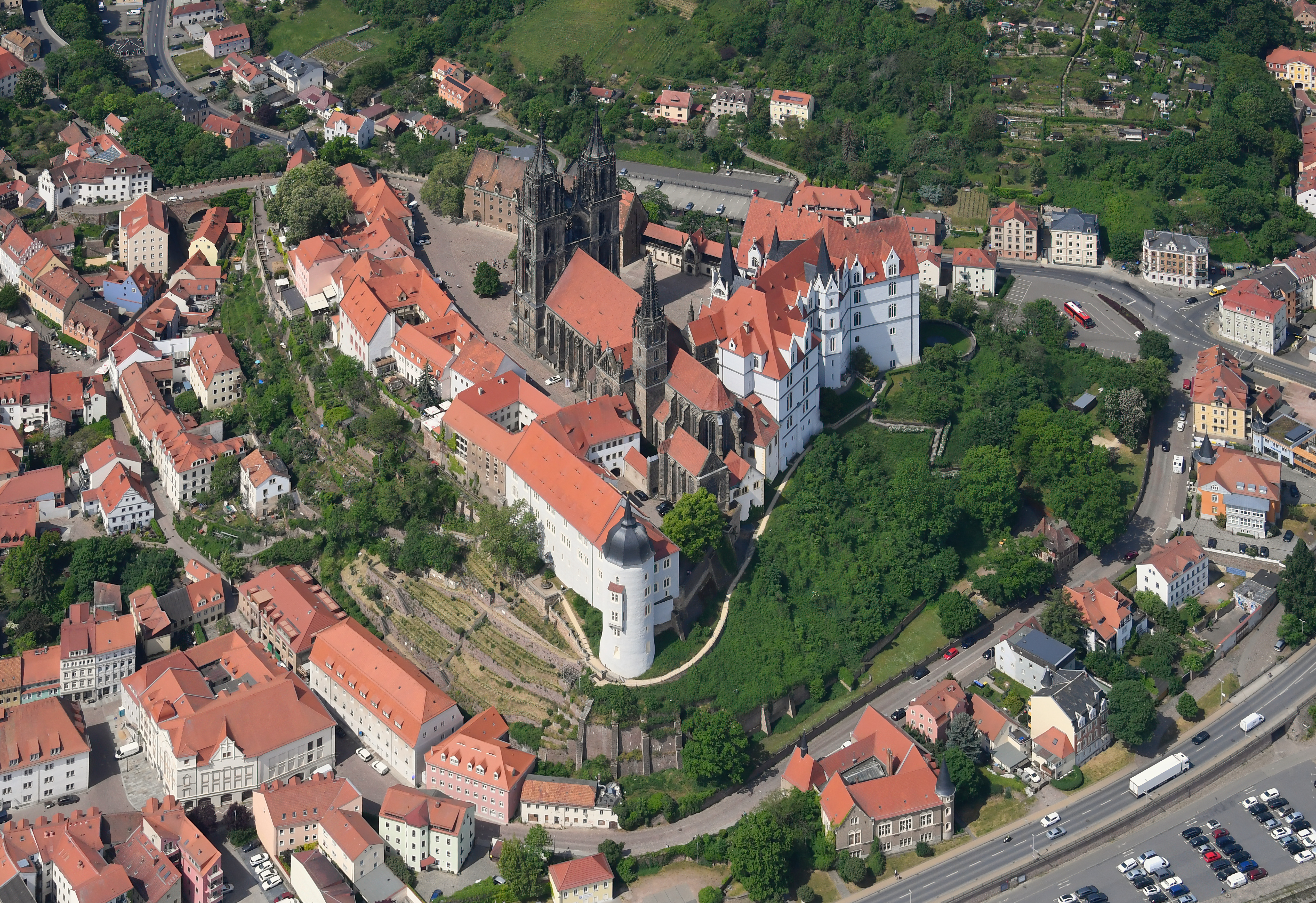
Veduta aerea del duomo.

La costruzione della chiesa sta nella tradizione della fondazione della diocesi di Meißen da parte dell'imperatore Ottone I nel 968, che rappresenta di conseguenza il nucleo primario dell'attuale Sassonia, del precedente Margraviato di Meißen. Come cattedrale di questa diocesi essa fino al 1581 fu la chiesa episcopale del vescovo cattolico di Meißen.
Numerosi margravi di Meißen furono mecenati della cattedrale di Meißen. Verso il 1400 fu il margravio Guglielmo I di Meißen, che si adoperò per ottenere la separazione della Chiesa (e della diocesi) di Meißen da quella di Magdeburgo, ma solo il vescovo Johannes IV. riuscì alcuni secoli dopo a sistemare la questione della separazione.
Nel 1581 la cattedrale divenne una chiesa luterana. Oggi essa è la chiesa del vescovo evangelico/luterano del land della Sassonia che dal 1922 sostituisce a capo della Chiesa luterana sia il Sovrano sassone (che ne era summus episcopus benché dal 1697 non appartenesse alla stessa Chiesa) che l'alto predicatore di Corte (Ober-Hofprediger) che dal 1539 ne era l'ecclesistico di più alto rango. 
La diocesi cattolica di Dresda-Meißen (rifondata solo nel 1921) ha, dal 1980, la sua cattedrale a Dresda.
L'amministrazione della cattedrale è affidata agli otto canonici del capitolo.

## Storia e descrizione

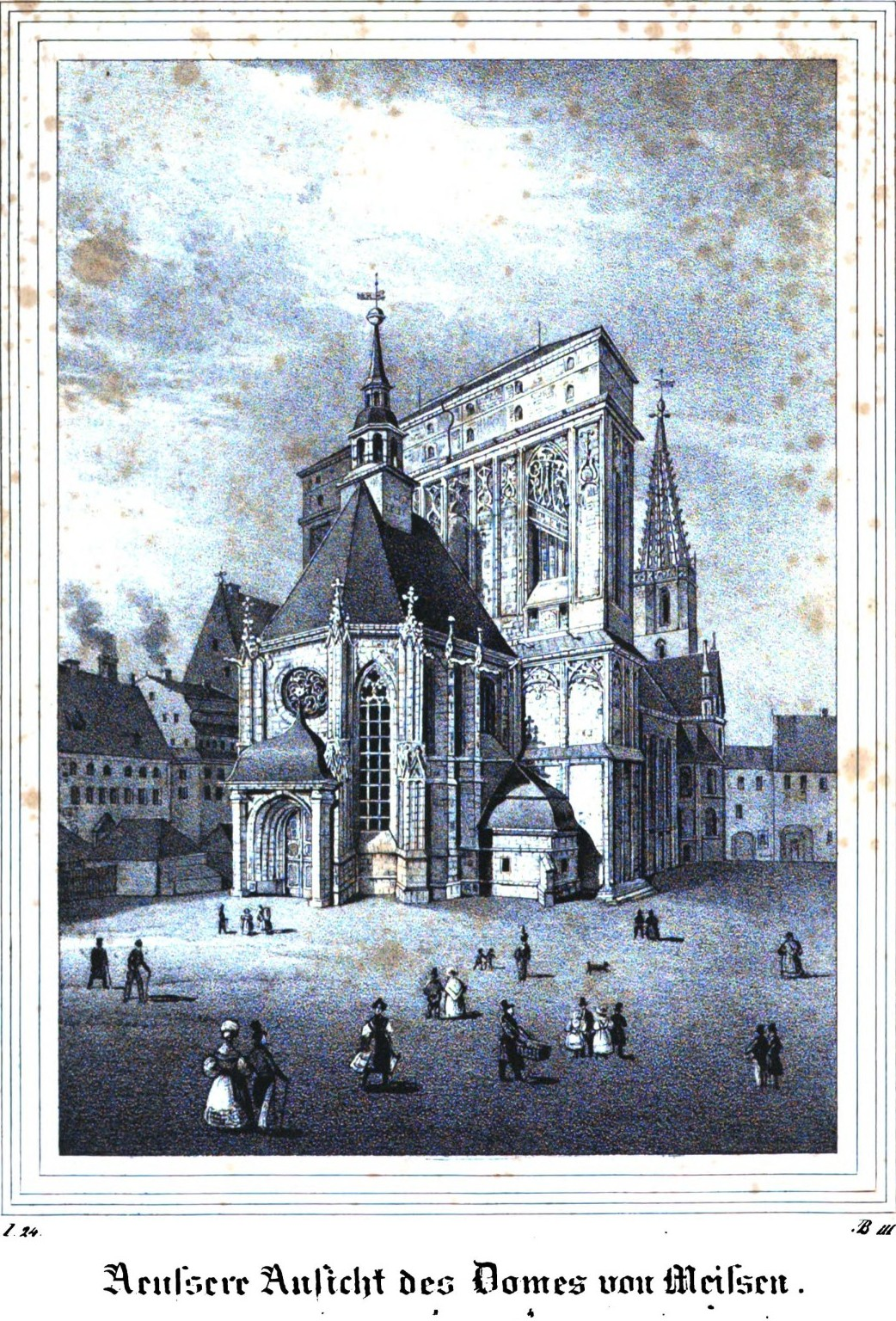
Il Duomo nel 1835.

### La prima Basilica
La costruzione della cattedrale ebbe inizio nel 1250 – concepita allora come basilica.
Precedentemente al suo posto vi era già stata eretta nel 968, a seguito della costituzione della diocesi di Meißen da parte di Ottone I, una piccola cappella e negli anni dal 1006 al 1073 fu costruita una basilica romanica a quattro torri, che fu elevata a chiesa episcopale.

### La cattedrale
Verso il 1260 si diede inizio all'effettiva erezione del Duomo come chiesa a sala in stile gotico. Dal 1268 poterono già essere utilizzati il coro e il transetto.

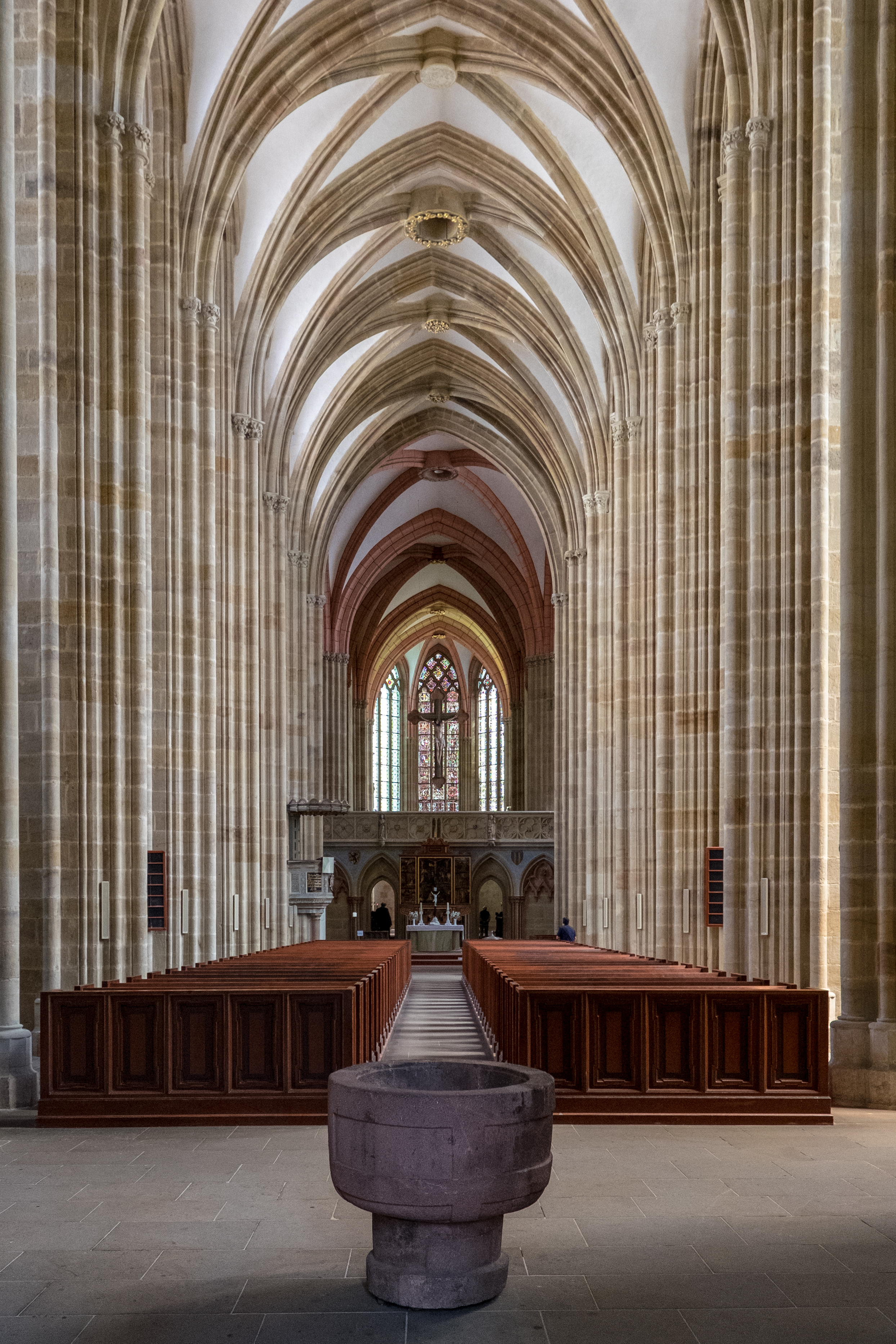
L'interno

Verso il 1270 fu allestita la grande finestra del coro con trafori e vetrate. Seguirono il completamento della cappella di Maria Maddalena dalla parte orientale del duomo verso il 1280 (oggi usata come museo lapidario), la cappella ottagonale di San Giovanni nel 1291 e la sala del capitolo nel 1297. Dopo di che la costruzione della cattedrale si trascinò per più anni. La navata centrale poté essere ultimata solo verso il 1410. Solo tre anni dopo, nel 1413, la facciata occidentale con le sue due torri risalenti al 1315, fu distrutta da un fulmine.
Per secoli la cattedrale rimase con una sola torre, la cosiddetta Höckrige Turm sul lato orientale, che fu completamente ristrutturata nel 1909. Entrambe le torri, che oggi svettano fino a 80 m di altezza sul lato occidentale, furono erette tra il 1903 e il 1909 in stile neogotico, secondo il progetto dell'architetto di Karlsruhe Carl Schäfer, sotto la direzione dei lavori dell'architetto Joseph Schäffler.

### Fürstenkapelle
Il margravio Federico I il Bellicoso (regnante dal 1381 al 1428, dal 1423 come Principe Elettore di Sassonia) nel 1425 fece erigere sul lato occidentale la nuova cappella mortuaria dei Wettin (fino ad allora nel monastero di Altzella). La cappella mortuaria dei Principi Elettori mostra una marcatamente adornata volta a crociera, presumibilmente dovuta a Moyses von Altenburg, eretta tra il 1443 e il 1446. La bronzea piastra tombale di Federico il Bellicoso, che qui trovò la sua ultima dimora, fu probabilmente realizzata nella fonderia di Norimberga di Peter Vischer il Vecchio. Nella cattedrale si trovano altri 164 monumenti funerari.

### Crociera del transetto e cappella di Giorgio
La crociera del transetto possiede dal 1470/71 un'artistica volta. Tra il 1470 e il 1477 Arnold di Westfalia fece realizzare un artistico terzo piano. La sacrestia risale al 1504. Nella Cappella di Giorgio, risalente al 1530, sono inumate le salme del conte Giorgio il Barbuto e della sua sposa Barbara di Polonia. Wolf Caspar von Klengel vi realizzò nel 1677 una volta a stucco.

## Arredi e opere

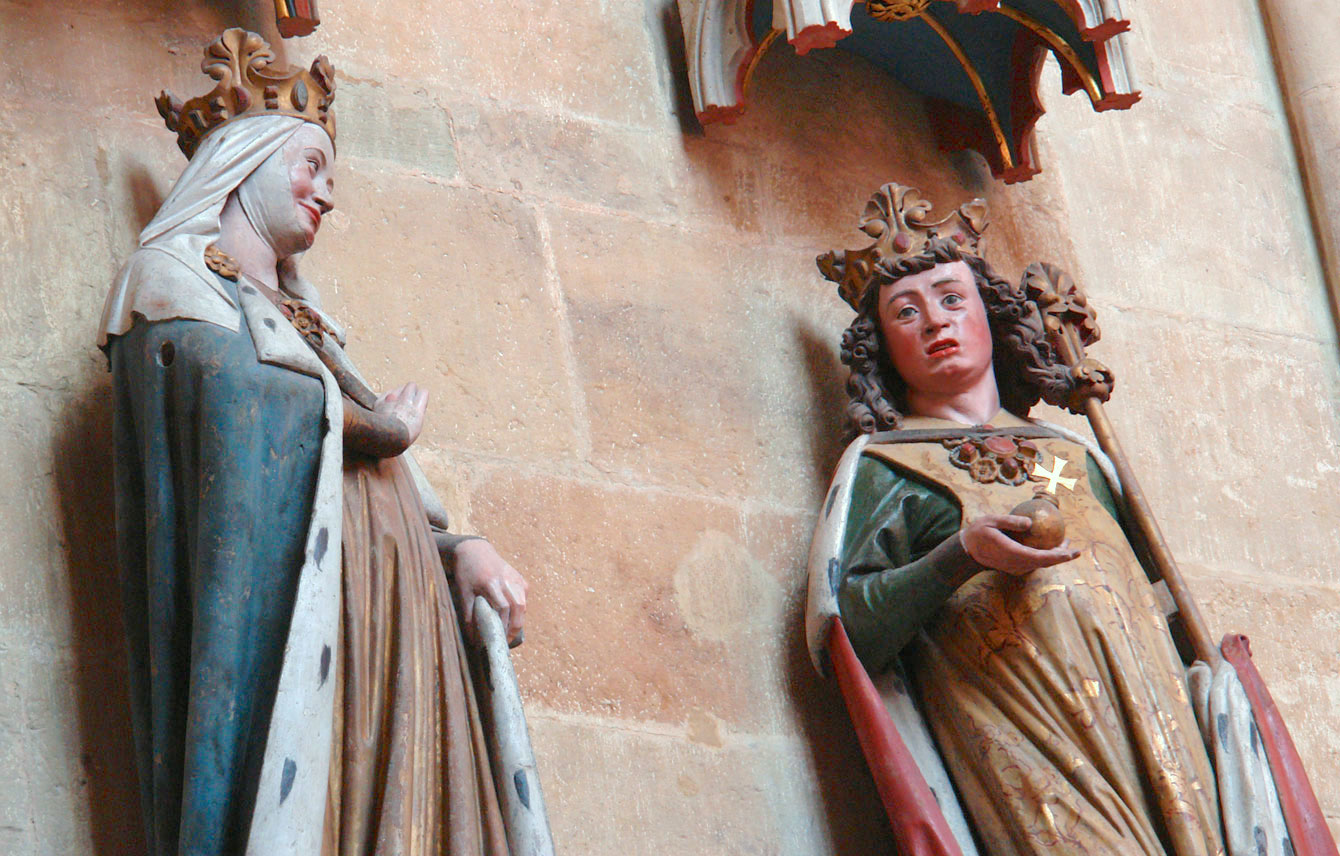
Figure di benefattori

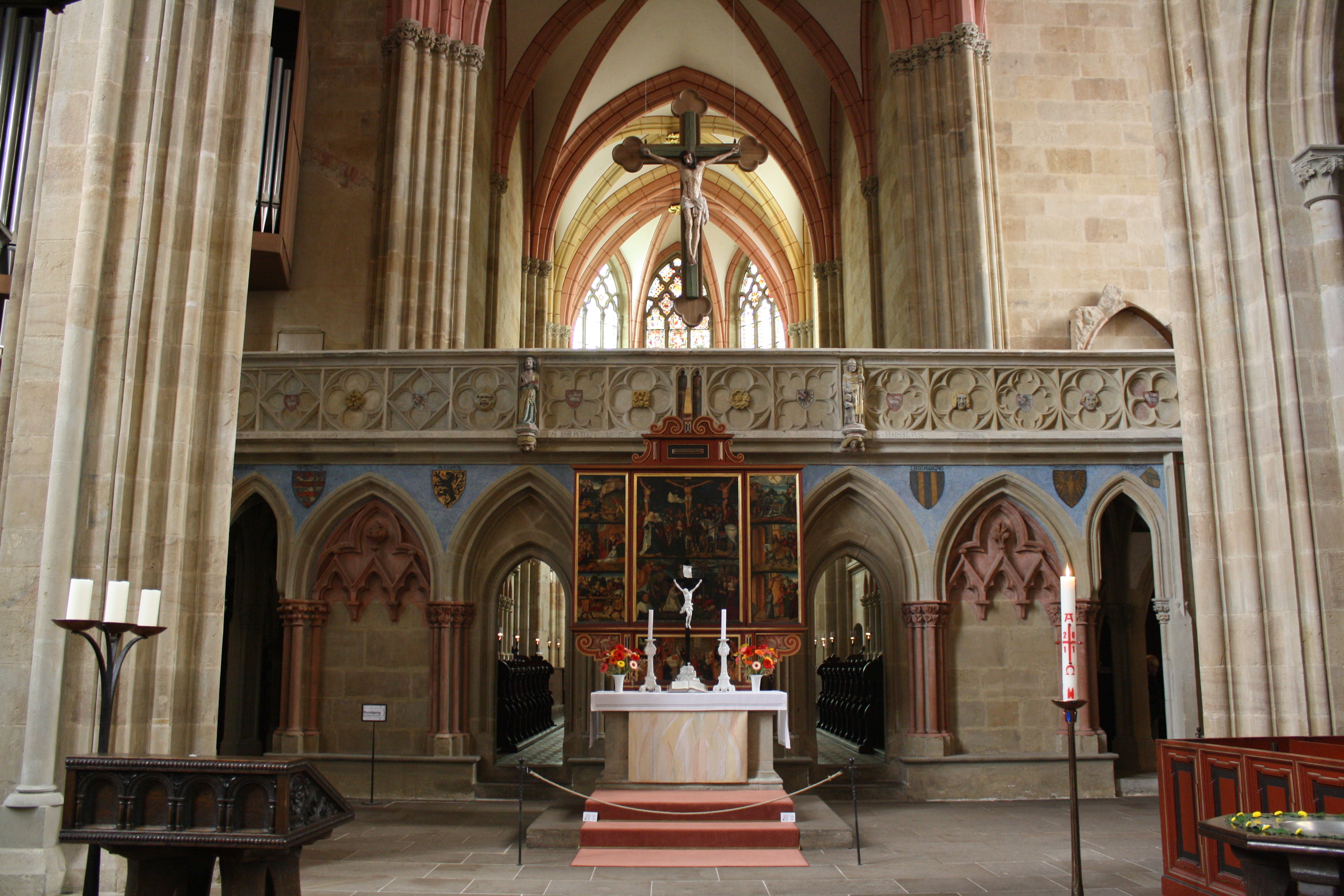
Tramezzo con altare

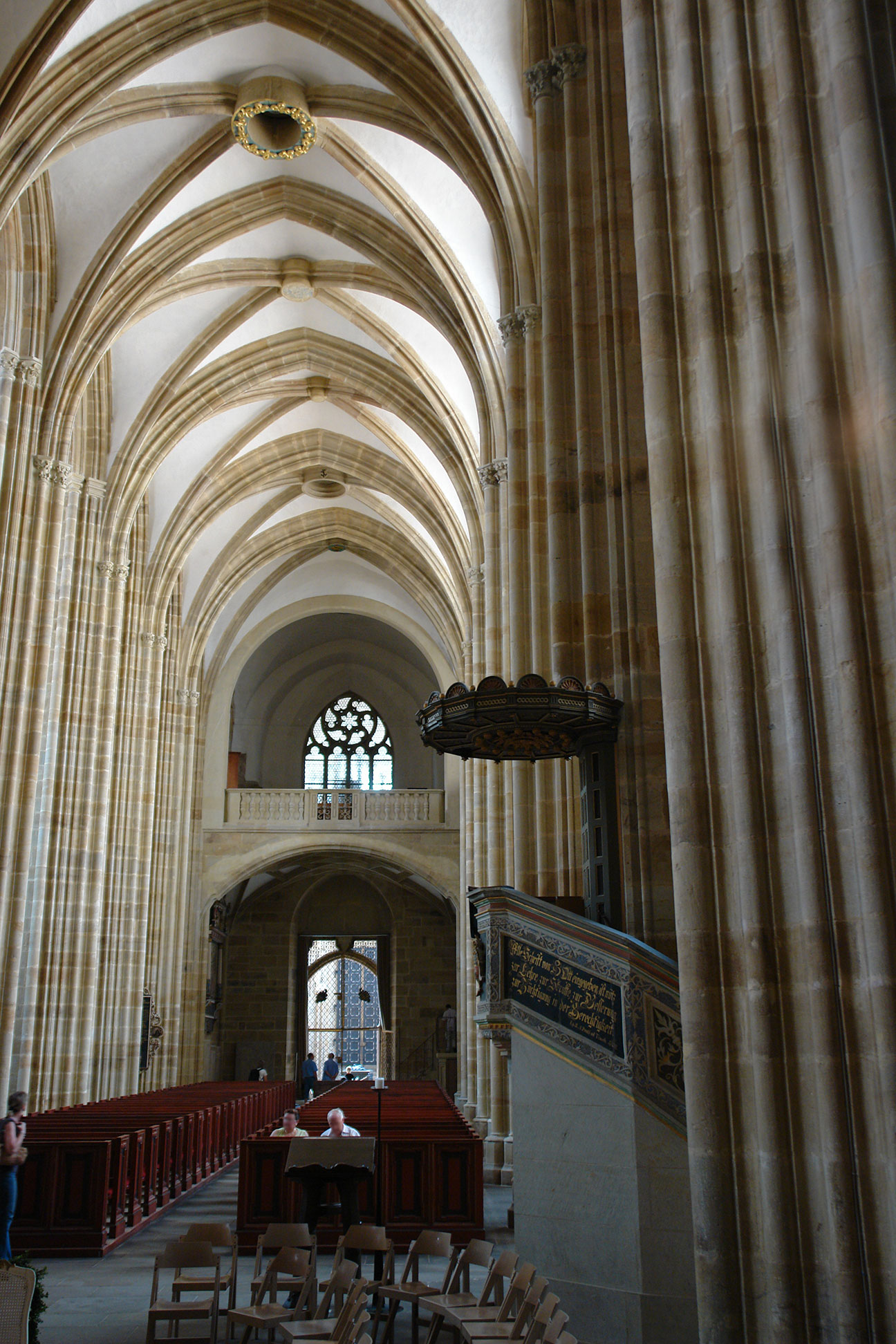
Interno con pulpito, copertura del pulpito e, sullo sfondo, il piano superiore ad ovest

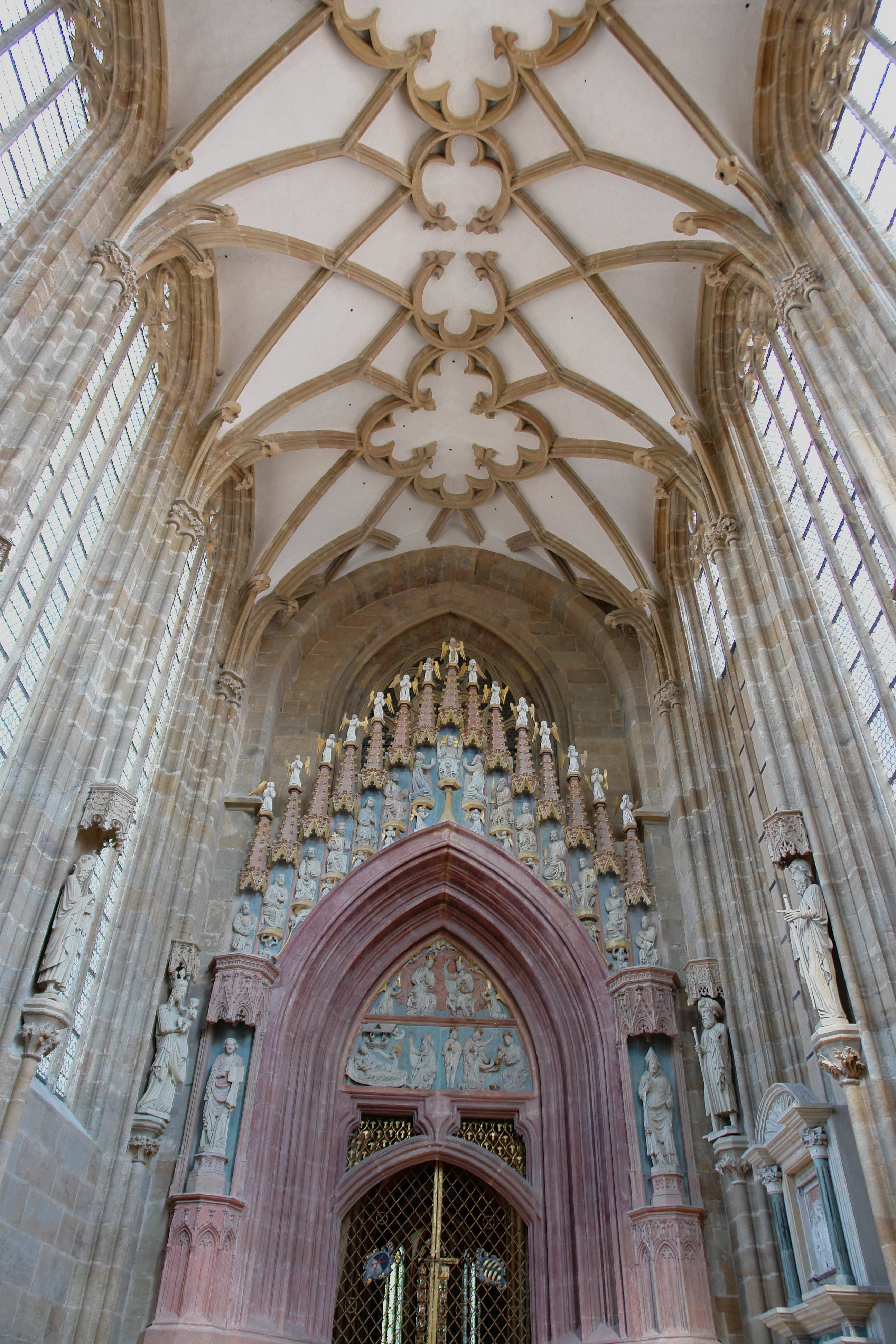
Portale della Cappella dei Principi Elettori

- Benefattori e figure dei patroni
Alle dotazioni interne più valide appartengono le grandi sculture dei benefattori, risalenti al 1260, realizzate dall'opera della cattedrale di Naumburg, nella parete nord del coro le immagini dell'Imperatore Ottone I e della sua consorte Adelaide di Borgogna, entrambi fondatori della diocesi di Meißen. Significativi sono anche le rappresentazioni dei santi Giovanni Evangelista e Donato sulla parete interna del coro, così come quelle di san Giovanni Battista, di Maria con il bambino e del diacono Stefano nella cappella di san Giovanni.
- Tramezzo e inventario
Il tramezzo o jubé risale al 1260, l'altare tardo-gotico (forse dipinto da un maestro olandese) al XVI secolo, gli stalli del coro al 1529 ed il pulpito in pietra al 1591. I dipinti dell'altare coram populo dinnanzi al tramezzo provengono dall'atelier di Lucas Cranach il Vecchio (realizzati nel 1526 o più presumibilmente verso il 1540; al centro: Crocifissione, sulle ali: Rinvenimento della Croce). Il trittico nella Cappella di Giorgio deve essere stato realizzato di propria mano da Lucas Cranach il Vecchio nel 1534. Dei 30 altari originali della Cattedrale la maggior parte fu vittima della riforma protestante. Il Crocifisso e il candelabro furono realizzati nel 1760 dal modellatore di porcellane Johann Joachim Kändler con porcellane di Meissen.
- Campane
La Johannesglocke venne fusa nel 1929 nella città di Apolda da Otto Schilling, in occasione della celebrazione del millennio di Meißen, su progetto di Emil Paul Börner, ex direttore della Manifatture di Porcellana di Meissen. La campana pesa 7.820 kg[4] ed ha un diametro di 220 cm.[5] Vi sono rappresentate scene della Rivelazione, Cristo come giudice del mondo e il Giudizio Universale. La corona a quattro manici è stata guarnita con la rappresentazione dei quattro evangelisti. Nel 1941 la campana venne inviata ad Amburgo per essere fusa, utilizzandone il metallo per scopi militari. Però non giunse mai alla fonderia e dopo la seconda guerra mondiale fu nuovamente installata sulla torre campanaria del duomo di Meißen. Nel 1977 si ruppe un braccio della corona, la campana cadde e si svergolò dal ceppo. Le cause furono i danni ai sostegni provocati da piogge acide e da crepe nella corona, che si erano create durante un bombardamento su Amburgo. Dopo la caduta la campana venne provvisoriamente riappesa senza corona. Nel 2010 la campana venne riparata in loco con un nuovo procedimento termico. Per questo essa dovette essere sospesa solo circa 20 m e non, come usuale per la saldatura, riscaldata a 500 0C, cosicché i costi ammontarono a soli 150.000 Euro. Il primo ufficiale scampanio dopo la riparazione ebbe luogo il 24 dicembre 2010.

## Organo
L'organo fu costruito nel 1972 dalla ditta Hermann Eule (Bautzen) ed infine nel 2008 subì una revisione generale.
Sulla mensola occidentale si trova un piccolo organo positivo della ditta Schönefeld di Stadtilm.

## Dimensioni  della cattedrale
- Lunghezza della navata centrale: 97,30 m
- Altezza della navata centrale: 17,80 m
- Altezza della torre campanaria: (ca.): 81 m